# Lieskovec (Humenné)
Lieskovec es un municipio situado en el distrito de Humenné, en la región de Prešov, Eslovaquia. Tiene una población estimada, a inicios de 2022, de 434 habitantes.
Está ubicado al sureste de la región, cerca de los ríos Cirocha y Laborec (cuenca hidrográfica del río Tisza) y de la frontera con la región de Košice

## Demografía
| Año        | 1994 | 2004    | 2014    | 2024    |
| ---------- | ---- | ------- | ------- | ------- |
| Población  | 474  | 458     | 443     | 414     |
| Diferencia |      | −3,37 % | −3,27 % | −6,54 % |

| Año        | 2023 | 2024    |
| ---------- | ---- | ------- |
| Población  | 417  | 414     |
| Diferencia |      | −0,71 % |